# Maurits Visser
Maurits Visser (* 8. Juni 1995 in Den Haag) ist ein niederländischer Hockeytorwart. 2023 war er mit der niederländischen Nationalmannschaft Weltmeisterschaftsdritter. Bei Europameisterschaften gewann er bis 2023 zweimal Gold.

## Sportliche Karriere
Visser war bei der Junioren-Weltmeisterschaft 2016 Torhüter der niederländischen Mannschaft, die den siebten Platz belegte. 2019 debütierte er in der Nationalmannschaft. Er hütete in 31 Länderspielen das Tor.(Stand 28. August 2023)
2021 bei der Europameisterschaft in Amstelveen gewannen die Niederländer ihre Vorrundengruppe vor den Deutschen, wobei das direkte Duell 2:2 endete. Im Finale trafen die beiden Mannschaften wieder aufeinander und noch einmal endete das Spiel mit 2:2, die Niederländer gewannen den Titel im Shootout. Stammtorhüter war Pirmin Blaak, Visser wurde in zwei Spielen eingesetzt. Bei den Olympischen Spielen in Tokio stand Blaak im Tor.
Anderthalb Jahre später belegten die Niederländer bei der Weltmeisterschaft 2023 in Bhubaneswar den dritten Platz hinter den Deutschen und den Belgiern. Visser war einmal mehr zweiter Torhüter hinter Blaak und stand nur beim 14:0-Sieg gegen Chile im Tor. Im August 2023 bei der Europameisterschaft in Mönchengladbach war Blaak nicht dabei. Visser spielte in allen fünf Partien und Derk Meijer wurde zweimal kurz vor Schluss eingewechselt. Die Niederländer gewannen im Halbfinale mit 3:2 gegen Belgien und im Finale 2:1 gegen England.
Auf Vereinsebene spielte Visser bei HC ’s-Hertogenbosch und wechselte 2018 zum HC Bloemendaal, bei dem er schon in der Jugend im Tor gestanden hatte. Mit Bloemendaal war Visser 2019 zum ersten Mal niederländischer Meister.